# Pali Text Society
La Pali Text Society (PTS) est une société britannique fondée en 1881 par Thomas William Rhys Davids « pour encourager et promouvoir l'étude des textes pâli ».
Le pâli est la langue dans laquelle les textes du bouddhisme theravāda ont été conservés. Les textes pâli sont la plus ancienne collection de textes bouddhistes conservés dans la langue dans laquelle ils avaient été consignés.
La Société a d'abord rassemblé, édité et publié des versions en alphabet latin d'un large corpus de la littérature pâli, y compris le Canon pâli, des commentaires, des textes exégétiques et historiques. Elle publie de nombreuses traductions de textes pâli, des ouvrages auxiliaires comme des dictionnaires, des concordances, des livres pour les étudiants en pâli et enfin le Journal of the Pali Text Society.

## Histoire
En 1864, le Britannique Thomas William Rhys Davids (1843-1922) est nommé juge au Ceylon Civil Service (en), en même temps que George Turnour et Robert Caesar Childers. Rhys Davids, qui était diplômé en sanskrit, démissionne en 1872 pour travailler comme avocat. Mais en réalité, il s'intéresse surtout à la recherche sur la littérature pali, et publie des ouvrages sur ce sujet.

### Contexte
À l'époque, le bouddhisme cingalais se débattait sous le poids d'une autorité étrangère et de l'intense activité des missionnaires chrétiens. L'administration exigeait de ses fonctionnaires qu'ils connaissent bien la langue, la littérature et la culture du pays où ils étaient en poste. C'est ainsi que ces trois hommes étudièrent avec plusieurs moines érudits, et alors qu'on leur présentait la culture et la langue cingalaises, ils se sont intéressés au bouddhisme.
La Pali Text Society a été fondée sur le modèle de la Early English Text Society, Rhys Davids pouvant compter sur l'appui de nombreux spécialistes européens et de moines érudits cingalais. La publication des éditions du Canon pâli en caractères latins n'était pas financièrement très rentable, mais elle a pu être réalisée grâce au soutien du clergé bouddhiste cingalais qui a couvert les frais d'impression.

### Débuts de la PTS

T. W. Rhys Davids.

En 1881, Rhys Davids annonce la création de la Pali Text Society, première société savante en Occident à se concentrer sur la langue et la littérature pali,. Selon son fondateur, la PTS aura pour tâche d'« encourager et promouvoir l'étude des textes pali ». Ce faisant, la Société répondait à la popularité du bouddhisme en Occident, qui allait croissant durant la deuxième moitié du XIXe siècle; et elle a joué un rôle essentiel dans le soutien à l'établissement d'éditions critiques des textes pali, et à leur traduction en anglais. Durant les trois premières décennies de son existence, la PTS a publié des éditions critiques romanisées de la majeure partie du Canon pali. Cette première étape fut suivie par une importante production de commentaires, ainsi que de traductions en anglais.

### Autres réalisations
La PTS a aussi créé en 1882 une revue scientifique, le Journal of The Pali Text Society, et produit des ouvrages didactiques pour l'apprentissage du pali. En 1922, année de la mort de T. W. Rhys Davids, la Pali Text Society avait produit et traduit près de trente mille pages de textes en pali romanisé, ainsi qu'un grand nombre d'articles et d'essais écrits par des savant occidentaux,.

#### Le Dictionnaire pali anglais
Childers a publié le premier dictionnaire pâli-anglais en 1874[réf. souhaitée]. L'ouvrage été remplacé en 1925 par un nouveau dictionnaire, compilé en grande partie par T. W. Rhys Davids pendant plus de 40 ans, et terminé par son élève William Stede. Aujourd'hui, un nouveau dictionnaire, en quatre volumes, est en cours de réalisation, sous la direction de Margaret Cone. À ce jour, trois tomes ont été publiés: le premier volume (A - Kh) en 2001, le deuxième, (G-N) en 2010, le troisième, (P-Bh) en 2021. En 2025, le quatrième, (M-H), est en chantier, mais sa publication pourrait prendre beaucoup de temps.

## Organes de la société
La PTS est dirigée par un Council, qui se réunit deux fois par an. L'adhésion est ouverte à toute personne intéressée par l'étude des textes pali et désirant soutenir les objectifs de la Société.
| Titulaires                                     | Période   |
| ---------------------------------------------- | --------- |
| Thomas William Rhys Davids (1843-1922)         | 1881-1922 |
| Caroline Augusta Foley Rhys Davids (1857-1942) | 1922-1942 |
| William Henry Denham Rouse (1863-1950)         | 1942-1950 |
| William Stede (1882-1958)                      | 1950-1958 |
| Isaline Blew Horner (1896-1981)                | 1959-1981 |
| Kenneth R. Norman (en) (1925-2020)             | 1981-1994 |
| Richard Francis Gombrich (1937- )              | 1994-2002 |
| L. S. Cousins (1942-2015)                      | 2002-2003 |
| Rupert Gethin (en) (1957- )                    | 2003-     |

## Fragile Palm Leaves Foundation

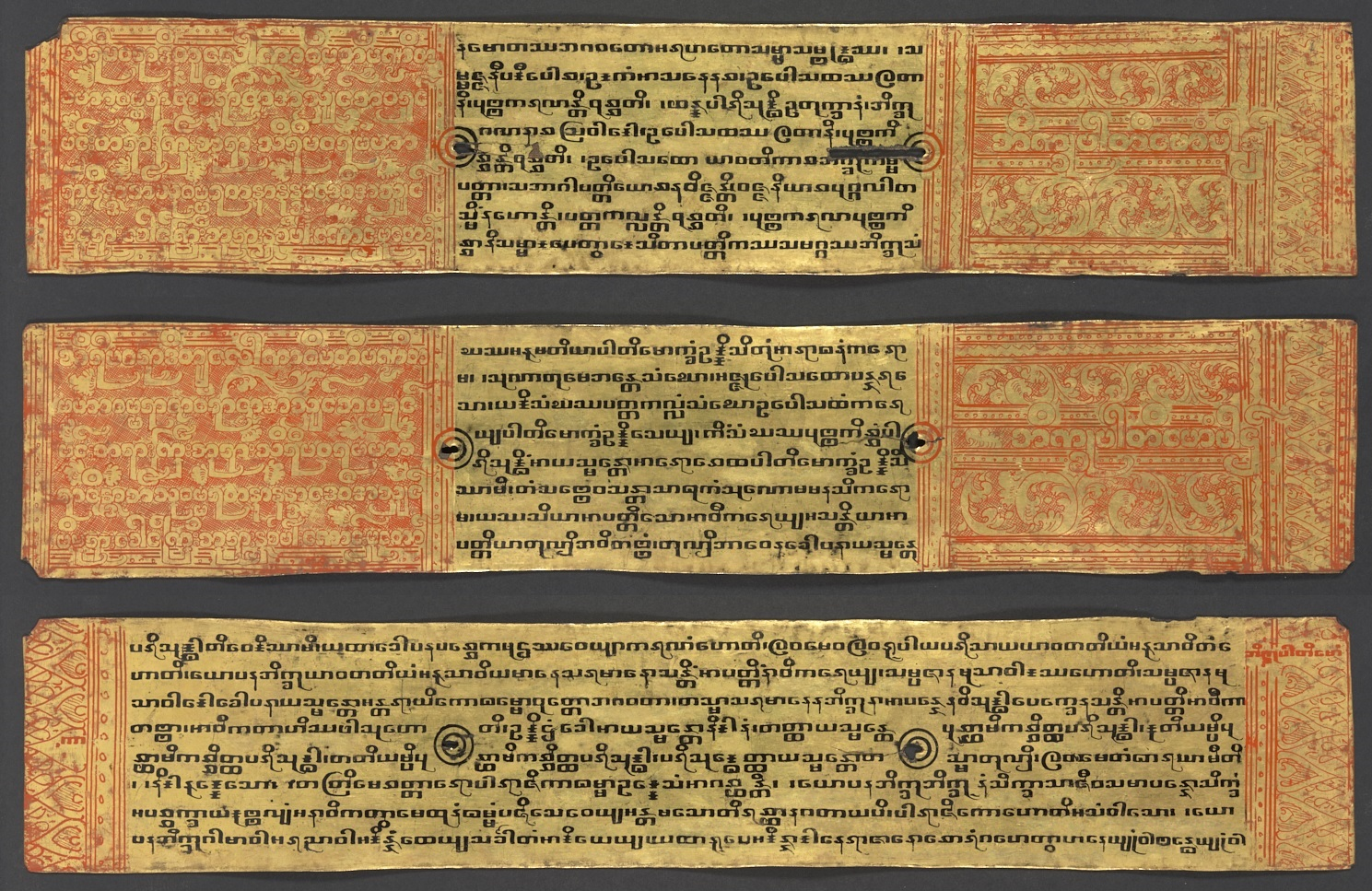
Folios d'un Bhikkhuni-Patimokkha (« Règles de discipline pour les moniales ») en laque noire sur feuilles de palmier dorées. Pali en écriture birmane carrée. Milieu du XIXe siècle, British Library.

En 1994, la PTS a inauguré à Bangkok le projet Fragile Palm Leaves (« feuilles de palmier fragiles »), qui vise à cataloguer, préserver et étudier les manuscrits sur feuilles de palmier bouddhistes d'Asie du Sud-Est. En effet, avant l'introduction des presses d'imprimerie et de la technologie papetière occidentale en Asie du Sud-Est, les textes — y compris les textes sacrés en pâli — étaient conservés au moyen de copies sur des feuilles de palmiers spécialement traitées ou sur du papier fabriqué localement. Les feuilles étaient ensuite reliées ensemble afin de créer un manuscrit complet. La PTS relève que cette littérature, conservée dans des inscriptions et des manuscrits dans divers systèmes d'écriture et langues, n'a pas été suffisamment décrite ou étudiée.

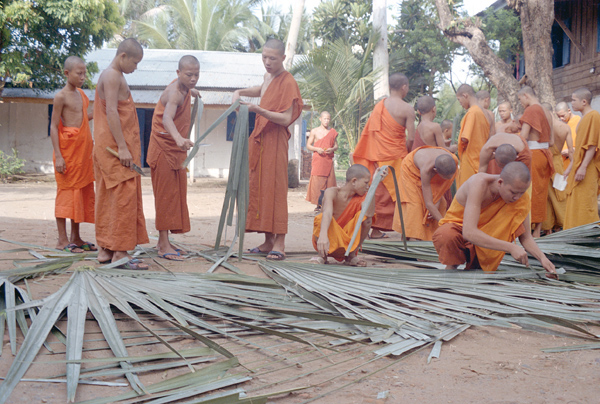
Moines bouddhistes novices sélectionnant des feuilles de palmier pour fabriquer des manuscrits. Luang Prabang, Laos, 1999.

Des documents chinois laissent penser que les systèmes indiens d'écriture furent utilisés dès le IIe siècle de n. è. Cependant aucun de ces manuscrits ne nous est parvenu. En revanche, des textes reproduits sur de la pierre ou des métaux précieux, et se présentant comme les manuscrit sur feuilles de palmier, montrent qu'au Ve siècle ou plus tôt, ces feuilles servaient à la copie de la littérature. Toutefois, la plupart des manuscrits qui sont arrivés jusqu'à nous datent du XIXe siècle, qui fut une période de production intense, et elle s'est poursuivie jusqu'au XXe siècle, en particulier dans les régions éloignées des grands centres. Par la suite, le développement des techniques d'impression a très largement remplacé les manuscrits. Quant aux manuscrits existants, ils ont souvent été négligés, devenant les victimes du climat tropical, maux auxquels se sont ajoutés les troubles politiques et civils en Asie du Sud-Est. Durant la période coloniale, de nombreux manuscrits ont été démantelés, les pages étant vendues individuellement comme objets d'art décoratif aux collectionneurs occidentaux[réf. souhaitée].
La Pali Text Society a créé le Fragile Palm Leaves project afin de rassembler, cataloguer et conserver ces artefacts, qui sont numérisés et mis à disposition des chercheurs, sans danger pour leur conservation. En 2001, le projet a été formalisé en Thaïlande en tant que fondation à but non lucratif : la Fragile Palm Leaves Foundation.
La collection de la Fondation Fragile Palm Leaves compte plus de 5 000 manuscrits qui réunissent plus de 10 000 titres. La plupart des manuscrits sont numérisés et accessibles via les « Buddhist Digital Archives ».